# گمینا پوتسک
گمینا پوتسک (به لهستانی:  Gmina Puck) یک گمینا در لهستان است که در شهرستان پوتسک، استان پومرانی واقع شده‌است. گمینا پوتسک ۲۴۳٫۲۹ کیلومتر مربع مساحت و ۲۱٬۸۶۸ نفر جمعیت دارد.